# Жан Негулеско
Жан Негулеско (на английски: Jean Negulesco) е американски режисьор от румънски произход.

## Биография
Жан Негулеско е роден на 13 март (29 февруари – стар стил) 1900 година в Крайова, Румъния. Баща му е собственик на хотел. Жан посещава елитната гимназия „Карол I“.
Когато е на 15 години, той работи във военна болница по време на Първата световна война. Румънският композитор Джордже Енеску идва да свири на цигулка на ранените от войната. Негулеско рисува негов портрет и Енеско го купува. Негулеско решава да бъде художник и учи изкуство в Букурещ.

### Кариера
Жан Негулеско заминава за Париж през 1920 г. и се записва в Académie Julian. Той продава една от картините си на Рекс Инграм.
През 1927 г. посещава Ню Йорк за изложба на свои картини и се установява там. След това се отправя към Калифорния, като първоначално работи като портретист.
Той започва да се интересува от филми и прави експериментален игрален филм, финансиран, написан и режисиран от самия него, наречен „Три и един ден“. Чрез контакта си със звездата на филма Миша Ауер той успява да си намери работа в „Парамаунт“. Негулеско прави началния монтаж за филмовия мюзикъл „Тази вечер ние пеем“ и работи върху „Историята на Темпъл Дрейк“ и „Сбогом на оръжията“ (1932). Той си проправя път до асистент-продуцент и втори режисьор.
През 1940 г. Негулеско отива в „Уорнър Брос“, там си създава репутацията на режисьор на кратки сюжети, особено поредица от късометражни филми с необичайни ъгли на камерата и драматично използване на сенки и силуети.
Първият игрален филм на Негулеско като режисьор е „Сингапурска жена“ (1941). През 1948 г. е номиниран за „Оскар“ за най-добър режисьор за „Джони Белинда“.
През 1948 г. Негулеско отива да работи за „Туентиът Сенчъри Фокс“. Той е първият режисьор, който прави два филма в CinemaScope на Fox – „Как да се омъжиш за милионер“ и „Три монети във фонтана“, първият получава номинация за Награда на БАФТА за най-добър филм.
Неговият филм „Най-доброто от всичко“ (1959) е в Топ 50 на култовите филми на всички времена на Entertainment Weekly.

### Персонален живот
По време на холивудската си кариера и в своята автобиография „Нещата, които направих, и нещата, които мисля, че направих“ (1984), Негулеско твърди, че е роден на 29 февруари 1900 г. Той очевидно е бил мотивиран да направи това изявление, защото рождените дни на високосна година са сравнително редки (и въпреки че 1900 г. не е била високосна година в григорианския календар, тя е била според юлианския календар, който се прилага в Румъния по това време).
Той има звезда на Холивудската алея на славата на 6212 Hollywood Blvd.
Много от домашните филми на Негулеско се съхраняват от Филмовия архив на Академията. Архивът е запазил редица от тях, включително кадри зад кулисите на филмите на Негулеско.
От края на 1960-те години Негулеско живее в Марбеля, Испания.

### Смърт
Жан Негулеско умира на 18 юли 1993 г., на 93 години от сърдечна недостатъчност. Той е погребан в гробището Virgen del Carmen в Марбеля.

## Избрана филмография
| Година | Филм                   | Оригинално заглавие         |
| ------ | ---------------------- | --------------------------- |
| 1953   | Титаник                | Titanic                     |
| 1954   | Три монети във фонтана | Three Coins in the Fountain |
| 1955   | Дъждовете на Ранчипур  | The Rains of Ranchipur      |
| 1957   | Момчето върху делфина  | Boy on a Dolphin            |
| 1959   | Най-доброто от всичко  | The Best of Everything      |